# Polydesmus jalzici
Polydesmus jalzici är en mångfotingart som beskrevs av Mrsic 1988. Polydesmus jalzici ingår i släktet Polydesmus och familjen plattdubbelfotingar. Inga underarter finns listade i Catalogue of Life.